# Щитолисник звичайний
Щитоли́сник звича́йний (лат. Hydrocotyle vulgaris) — багаторічна рослина з родини аралієвих (Araliaceae).

## Поширення
Щитолисник звичайний поширений в Західній Європі, а також в Ісландії та на Азорських островах. Зустрічається на півдні Скандинавії, країнах Балтії, на заході та подекуди на сході Польщі та в Білорусі. Компактними місцями поширення трапляється в Альпах, Північно-Східна Африці, на Кавказі, Апеннінському півострові, островах Середземного моря, в Ірані на південь від Каспійського моря, Новій Гвінеї і в Ізраїлі.

### Україна
В Україні щитолисник звичайний занесений до Червоної книги України як рідкісний. Він зустрічається в басейні Західного Бугу, а саме у Кам'янсько-Бузькому і Сокальському районах Львівської області і на Західному Поліссі, зокрема, у Волинській області. Охороняється в національному природному парку «Прип'ять-Стохід»,Нобельський національний природний парк, гідрологічному заказнику «Озеро Оріхове».

## Опис

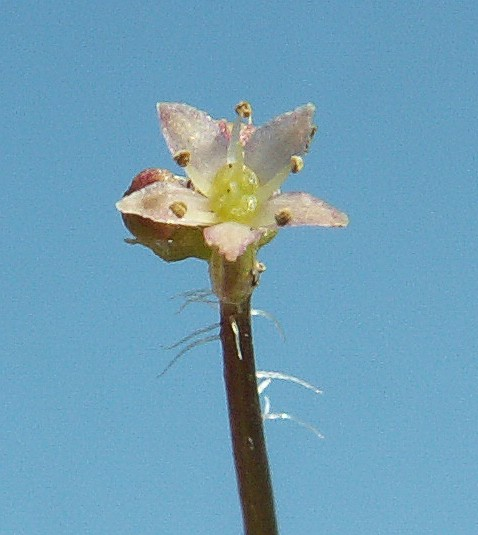
Квітка

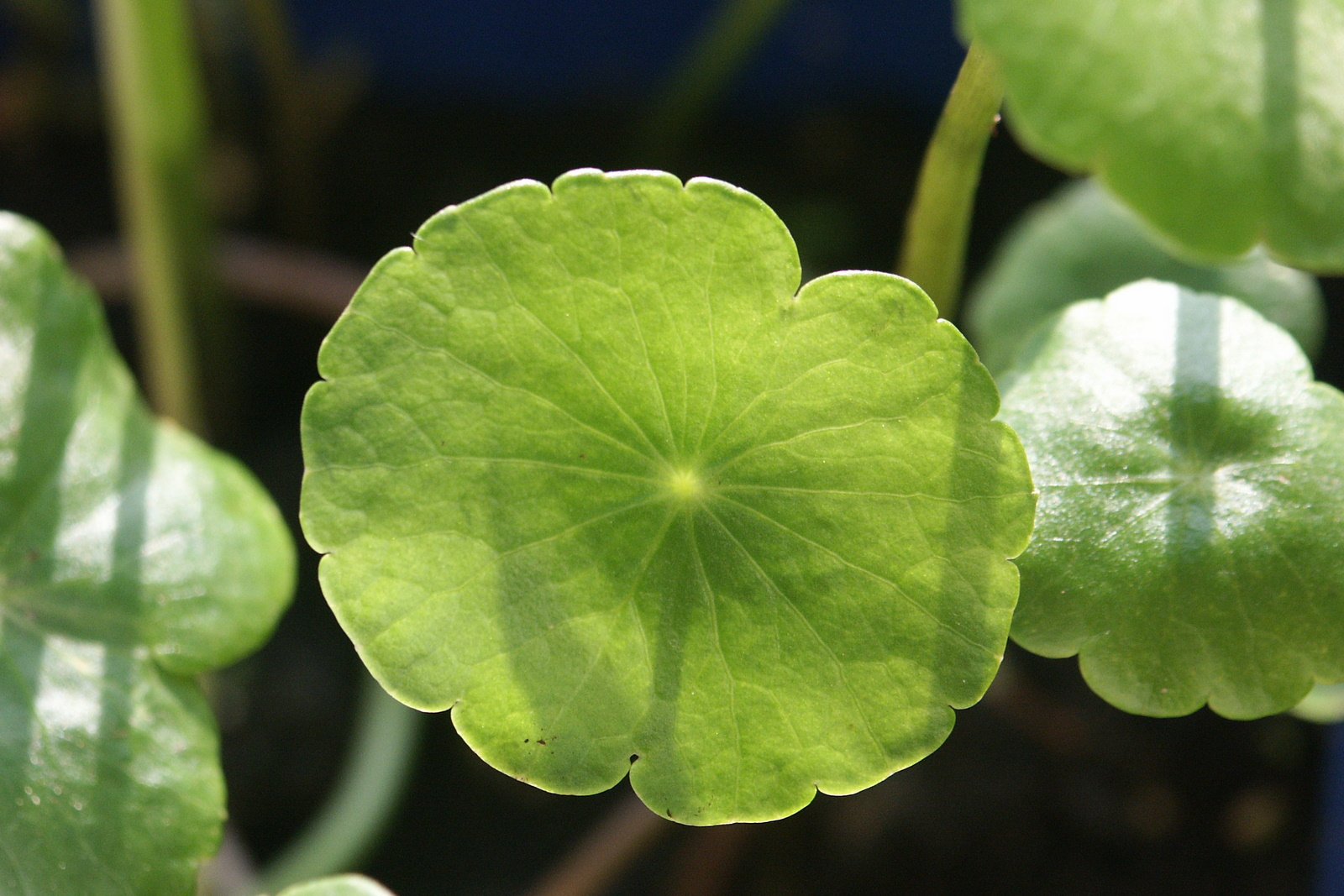
Листок

### Стебло
Стебло дуже тонке, завдовжки 10 — 40 см, іноді до 60 см.

### Листки
Листки довгочерешкові, щиткоподібні, діаметр листкової пластинки 2–4 см, край городчастий, прилистки біля основи.

### Квітка
Китиця мало-, одноквіткова на тонкому стеблі, вдвічі коротшому за черешок відповідного листка. Квітки з п'ятьма білими пелюстками з червонуватим відтінком, 0,50–0,75 мм в діаметрі.

### Плід
Плід щитолисника звичайного — це вислоплідник, мерикарпії (напівплодики) стиснуті з боків, вкриті червонуватими бородавочками, досягає 1,5 мм завдовжки та 2 мм завширшки.

## Біологія та екологія
Росте на болотах, торф'яниках, вологих луках, на берегах водойм, у місцях, які час від часу підтоплює а також у воді. Цвіте у червні–серпні. Плодоносить у липні–вересні. Розмножується вегетативно та насінням, яке переноситься водою чи тваринами.